# Église Notre-Dame-de-l'Assomption de Warlaing
Pour les articles homonymes, voir Église Notre-Dame-de-l'Assomption.
L'église Notre-Dame-de-l'Assomption est une église catholique située à Warlaing, en France.

## Localisation
L'église est située dans le département français du Nord, sur la commune de Warlaing.